# Calambrone
Calambrone is een plaats (frazione) in de Italiaanse gemeente Pisa.
De plaats is gelegen aan de Ligurische Zee, ten zuiden van Tirrenia en ten noorden van de stad Livorno.
De basis van Calambrone stamt uit de jaren dertig van de twintigste eeuw, toen Benito Mussolini aan deze kuststrook een toeristische badplaats liet bouwen. Ook tegenwoordig heeft Calambrone vooral een toeristische functie.